# Harveyope
Harveyope is een geslacht van vlinders uit de familie van de prachtvlinders (Riodinidae), onderfamilie Riodininae.
Harveyope werd in 2006 voor het eerst wetenschappelijk beschreven door Penz & DeVries.

## Soorten
Harveyope omvat de volgende soorten:
- Harveyope densemaculata (Hewitson, 1870)
- Harveyope glauca (Godman & Salvin, 1886)
- Harveyope sejuncta (Stichel, 1910)
- Harveyope tinea (Bates, H, 1868)
- Harveyope zerna (Hewitson, 1872)